# 斉妃
斉妃李氏（せいひ りし、? - 1738年）は、清の雍正帝の側妃。漢人の出身。知府の李文輝の娘。
初め、雍親王の胤禛（のちの雍正帝）に嫁ぎ、側福晋（側室）となった。子女を4人産んだ。
雍正帝の即位後、雍正元年（1723年）に「斉妃」に封じられた。当時、皇子らの中で弘時（斉妃の三男）は最年長であった。しかし、後に弘時が雍正帝により皇族から籍を削られると、母の斉妃も権勢を失った。
乾隆帝が即位すると、弘時の宗室身分が回復された。乾隆4年（1738年）、斉太妃は重病を患い、北海の五龍亭に移され、乾隆帝は皇太后を伴って斉太妃を見舞った。同年、薨去した。

## 子女
- 和碩懐恪公主
- 弘昐（1697年7月19日 - 1699年3月30日）
- 弘昀（1700年9月19日 - 1710年12月10日）
- 弘時

## 登場作品
テレビドラマ
- 『宮廷の諍い女』（2011-2012年、演：張雅萌）

## 伝記資料
- 『清史稿』
- 『斉妃冊文』